# Gouden regels in de schaakopening
Dit artikel beschrijft drie belangrijke regels die een beginnende schaker houvast bieden bij het spelen van de opening. De term drie gouden regels in de schaakopening is niet algemeen gebruikelijk in de schaakwereld en wordt hier alleen gehanteerd vanuit didactisch oogpunt; gevorderde schakers kunnen goede redenen hebben om van deze regels af te wijken.

## Fouten in de opening
Beginnende schakers maken vaak al desastreuze fouten in de opening. Bekende in het algemeen minder goede openingszetten die vaak worden gedaan door beginners zijn:
- Het opspelen van de randpionnen
- Het naar de rand spelen van het paard
- Het te vaak spelen met één stuk
- Het te vroeg met de dame spelen

## Drie regels
Om dit soort problemen te voorkomen worden drie gouden regels onderwezen aan beginnende schakers:

### Pion in het centrum
Het is belangrijk om het centrum te beheersen in de opening en het middenspel - dit is immers de plek waar de stukken elkaar treffen. Het makkelijkste is om een pion in het centrum te zetten: 1.e4 of 1.d4 voor wit, 1 ... e5 of 1 ... d5 voor zwart.

### Stukken ontwikkelen
Het is belangrijk om de lichte stukken te ontwikkelen: meestal eerst de paarden en dan de lopers. Een voorbeeld van ontwikkelen na 1.e4 e5 is 2.Pf3 Pc6 3.Lb5. Wit is dan klaar om te rokeren en zal daarna doorgaans nog zijn andere paard en loper in het spel brengen.

### Rokade
De koning moet veilig staan en de torens moeten in het spel komen. In het algemeen gebeurt dit door de rokade. Zeker als de stelling open is, is het gevaarlijk als de koning op de centrale lijnen van het bord blijft staan. Soms is het verstandig eerst een meer actieve zet te spelen in plaats van de rokade uit te voeren. 

## Mora
Soms wordt het acroniem Mora gebruikt als hulpmiddel om bovenstaande regels te onthouden: Middenpion, Ontwikkelen, Rokeren en dan pas Aanvallen.